# Загальна освіта
Загальна освіта — сукупність знань основ наук про природу, суспільство, людину, її мислення, мистецтво, а також відповідних умінь і навичок, необхідних кожній людині незалежно від її професії.

## Класифікація
3агальна освіта буває початкова, основна (неповна середня) і середня.
У початкову загальну освіту входять читання, письмо, початкові відомості з математики, природознавства, географії, вітчизняної історії, ручна праця тощо.
Неповна середня загальна освіта включає вивчення граматики рідної мови, короткого курсу літератури, вивчення елементарних відомостей з математики, природознавства, географії, історії, іноземних мов, мистецтва, трудове навчання тощо.
Середня загальна освіта охоплює широкі й систематичні курси рідної мови та літератури, математики, фізики, хімії, іноземних мов, історії, географії.

### Загальна середня освіта
Загальна середня освіта — цілеспрямований процес оволодіння систематизованими знаннями про природу, людину, суспільство, культуру та виробництво засобами пізнавальної і практичної діяльності, результатом якого є інтелектуальний, соціальний і
фізичний розвиток особистості, що є основою для подальшої освіти і трудової діяльності.
Загальна середня освіта є обов'язковою основною складовою безперервної освіти.
Загальна середня освіта спрямована на забезпечення всебічного розвитку особистості шляхом навчання та виховання, які ґрунтуються
на загальнолюдських цінностях та принципах науковості, полікультурності, світського характеру освіти, системності, інтегративності, єдності навчання і виховання, на засадах гуманізму, демократії, громадянської свідомості, взаємоповаги між
націями і народами в інтересах людини, родини, суспільства, держави.